# Mindermobielencentrale
Een MinderMobielenCentrale (MMC) is een dienstverlening in Vlaanderen aangeboden door de gemeente, het OCMW of een andere organisatie die beroep doet op vrijwilligerswerk om verplaatsingmogelijkheden op maat aan te bieden aan mensen met een beperkte mobiliteit onder een bepaalde inkomensgrens. In Vlaanderen zijn er zo'n 225 centrales.

## Doelstelling
Vrijwilligers vervoeren met hun eigen wagen mensen die zich door leeftijd, ziekte of handicap moeilijk kunnen verplaatsen en die geen openbaar vervoer kunnen nemen en slechts over een beperkt inkomen beschikken (maximaal twee keer het leefloon).
Het gaat om vervoer om medische redenen (bv. bezoek aan tandarts, specialist in een ziekenhuis, huisarts of kinesist) en/of sociale redenen (bezoek aan familie of vrienden, feestje in lokaal dienstencentrum ...). De vrijwilliger vervoert maar helpt ook bij in- en uitstappen en begeleidt tot op de bestemming.
De mindermobielencentrale wil mensen met een mobiliteitsprobleem terug activeren en preventief inspelen op sociaal isolement en eenzaamheid.

## Voorwaarden
Mensen die willen gebruikmaken van een mindermobielencentrale betalen een jaarlijks lidgeld van 10 euro. Hierdoor zijn ze verzekerd voor lichamelijke ongevallen en burgerlijke aansprakelijkheid. Ze moeten wel aantonen dat ze een beperkt inkomen (niet hoger dan twee keer het leefloon) verdienen. Het vervoer wordt ten laatste twee werkdagen op voorhand aangevraagd.

## Kostprijs
Het vervoer en de begeleiding kosten de persoon die gebruikmaakt van de mindermobielencentrale gemiddeld 0,30 euro per kilometer, te beginnen vanaf het moment dat de vrijwilliger zijn eigen huis verlaat totdat hij/zij terug thuis komt, langs de normale weg. Per rit (heen en/of terug) betaalt de gebruiker 0,50 euro administratiekosten. Voor eventueel rolstoelvervoer met een aangepaste minibus is er een afwijkende regeling.